# 大势鬼
大勢鬼，是夜叉的一种，喜歡住在无人宫殿、山谷、寺庙和树林，也叫邏婆、恭茶，因为专去有錢財的地方，所以有「大勢」這個名字。 是饿鬼中三種多財鬼之一，另外两種鬼是希棄鬼和希祠鬼。其是鬼道中有威德者。

## 参看
中国妖怪列表